# Maria Spelterini
Maria Spelterini, znana jako Spelterina albo La Signorina (ur. 7 lipca 1853 w Livorno, zm. 19 października 1912) – włoska akrobatka, jedyna kobieta, która przeszła nad wodospadem Niagara na linie.

## Życiorys
Przyszła na świat i wychowała się w cyrku należącym do jej ojca. Zaczęła występować w wieku 3 lat. W wieku 10 lat zaczęła się specjalizować w przejściach na linie nad rzekami, kanałami itp. Przez 2 lata z sukcesami występowała w Wiedniu i Berlinie. 
Występowała w Europie, m.in. w Moskwie (przejście na linie nad rzeką Moskwą w 1871), Petersburgu (przejście nad Newą) i w Katalonii (24 sierpnia 1873). Podczas występu w Saint Aubin na wyspie Jersey (sierpień 1872), kiedy szła po linie 125 m nad ziemią, zerwala się burza. Kontynuowała pokaz w świetle błyskawic. Wystąpiła też w królewskich ogrodach Surrey w Londynie w 1873, gdzie przeżyła zerwanie liny, po której szła. W 1875 wystąpiła w Porto. Na odcinku 200 stóp, idąc po linie 80 stóp na ziemią, miała nieść ramionach młodego chłopca. W wyniku jego absencji wykonała akt w towarzystwie brata, mężczyzny o wadze 170 funtów.  
W dniu 8 lipca 1876, dzień po 23. urodzinach, przeszła na linie nad wodospadem Niagara. Był to pokaz w ramach świętowania stulecia istnienia USA. Użyła liny o grubości 57 mm i przeszła nad wodą 200 stóp poniżej poziomu mostu. Do występu przygotowywała się przez 2 miesiące. Mieszkała wówczas w Nowym Jorku. Dała w tym czasie 2 występy, przechodząc po linie 100 m nad ziemią.
Ponownie przeszła nad wodospadem Niagara 12 lipca 1876, tym razem mając przywiązane do stóp kosze z brzoskwiniami. Tydzień później przeszła po linie z zawiązanymi oczami, 22 lipca ze skutymi kostkami i nadgarstkami. Ostatnie przejście nad wodospadem wykonała 27 lipca 1876. Wyjechała później do Filadelfii, prawodpodobnie na występ podczas wystawy z okazji stulecia USA.
Podczas występu w Teatrze Olimpo w Rosario w Argentynie 5 maja 1877, jadąc po linie na welocypedzie (rodzaju roweru), przeżyła upadek z wysokości. W dniu 19 maja prasa informowała, że Spelterini doszła do siebie i powróci na występy do Buenos Aires. Według gazety "El Independiente" 9 lipca 1877 została zatrudniona do pracy na Plaza de la Victoria w Buenos Aires.
Nie są znane jej późniejsze losy.